# أنهيدريد السكسينيك
أنهيدريد حمض السكسينيك أيضاً يُسمى ثنائي هيدرو -5،2- فيوران ثنائي الكيتون هو مركب عضوي صيغته الجزيئية C4H4O3 . حيث أنه يعتبر الأنهيدريد الحمضي لحمض السكسينيك.

## التطبيقات
يستخدم ألكيل بلا ماء حمض السكسينيك (ASA) كعامل تحجيم أو كمضاف لتزويد القوام الرطب لشبكة الألياف في إنتاج الورق.